# Trova il mio dispositivo
Trova il mio telefono (o simili) è il nome di un servizio fornito da vari produttori di sistemi operativi per Smartphone (come Android, IOS...), dove il possessore del telefono cellulare in questione può sapere la posizione approssimativa del dispositivo, vedere se il telefono è acceso o spento e altre funzioni, senza avere accesso al telefono controllato. Questa funzione è utile per ricercare e proteggere telefoni rubati.

## Servizi per produttore
- Per rintracciare i telefoni, Apple usa l'applicazione Dov'è. L'applicazione in questione non è solo per rintracciare IPhone, ma è utile anche per rintracciare altri dispositivi Apple, come le AirTag.
- Google offre il servizio Trova il mio dispositivo per tutti i telefoni e smartwatch rispettivamente con Android e Wear OS.
- Microsoft, per i computer supportati che avviano Windows e per tutti i telefoni Windows Phone, usa la sezione Dispositivi nelle info dell'Account Microsoft.